# قائمة المنشورات في الاقتصاد
هذه قائمة بالمنشورات المهمة في الاقتصاد ، مرتبة حسب المجال.
بعض الأسباب الأساسية التي قد تجعل منشورًا معينًا يعتبر مهمًا:
- منشئ الموضوع – منشور أنشأ موضوعًا جديدًا
- اختراق – منشور غيّر المعرفة العلمية بشكل كبير
- التأثير – منشور كان له تأثير كبير على العالم أو كان له تأثير كبير على تدريس الاقتصاد.

## الاقتصاد السياسي والاقتصاد

### ثروة الأمم
- آدم سميث
- بحث في طبيعة وأسباب ثروة الأمم، 1776.
- اقرأها على ويكي مصدر

الوصف: يُعد هذا الكتاب غالبًا بداية علم الاقتصاد الحديث. يبدأ بمناقشة الثورة الصناعية، ثم ينتقد سياسة المركنتيلية، ويقدّم توليفة من الأفكار الاقتصادية الناشئة في زمنه. يشتهر الكتاب بفكرة "اليد الخفية"، على الرغم من أنها لم تُذكر إلا مرة واحدة فقط في النص.
كان سميث ناقدًا لما أسماه بـ"الشعار الدنيء" لأسياد البشرية: "كل شيء لأنفسهم ولا شيء للآخرين".
الجزار، والخباز، وصانع الجعة يقدمون السلع والخدمات لبعضهم البعض بدافع المصلحة الذاتية؛ والنتيجة غير المخططة لهذا التقسيم في العمل هي تحسين مستوى المعيشة لجميعهم.
الأهمية: بداية موضوع جديد، اختراق معرفي، تأثير واسع، تقديم تأسيسي.

### مبادئ الاقتصاد السياسي والضرائب
- ديفيد ريكاردو
- حول مبادئ الاقتصاد السياسي والضرائب ، 1817.

الوصف: يشرح ويوضح ويصحح النظريات السابقة، ويضيف مفاهيم جديدة مهمة.
الأهمية: اختراق، تأثير (خصوصًا على ماركس)، توسيع الأسس العلمية لعلم الاقتصاد.

### رأس المال(بالالمانية:Das Kapital)
- كارل ماركس
- رأس المال، 1867
- رأس المال على ويكي مصدر
- الشروحات والتوضيحات والتوضيحات لرأس المال .

الوصف: هو رسالة سياسية واقتصادية لكارل ماركس. كتب ماركس هذا التحليل النقدي للرأسمالية والاقتصاد السياسي من منظور المادية التاريخية، وهي النظرة التي ترى أن التاريخ يمكن فهمه كسلسلة من أنماط الإنتاج التي تستخرج فيها الطبقات المستغلة فائضًا اقتصاديًا من الطبقات المستغَلة.
الأهمية: اختراق، تأثير

### التقدم والفقر (Progress and Poverty)
- هنري جورج
- التقدم والفقر ، 1879.
- التقدم والفقر على ويكي مصدر

الوصف: يشرح كيف أن الفقر في وسط الوفرة ناتج عن عدم المساواة في الحقوق لاستخدام الموارد الطبيعية، وكيف أن تراجع الأجور رغم زيادة إنتاجية العمل ينتج عن قانون الإيجار. كما يدعو إلى الجورجية، وبشكل خاص إلى فرض ضريبة على قيمة الأرض.
الأهمية: التأثير، الاختراق...

### مبادئ الاقتصاد (مينجر)
- كارل مينجر ، 1871. مبادئ الاقتصاد ، ترجمة. من الألمانية، 1981.
- رابط للنسخة الألمانية

التأثير: يُنسب إليه المشاركة في تأسيس تحليل المنفعة الحدية والمدرسة النمساوية للاقتصاد.
يُنسب إليه المنفعة الحدية والمدرسة النمساوية للاقتصاد.

### مبادئ الاقتصاد (مارشال)
- ألفريد مارشال ، 1890. مبادئ الاقتصاد ، الطبعة الثامنة ، 1920.

التأثير: نص قياسي لأجيال من طلاب الاقتصاد.

### الاقتصاد
- بول أ. سامويلسون ، 1948. الاقتصاد: تحليل تمهيدي
- وويليام د. نوردهاوس، الاقتصاد ، الطبعة التاسعة عشرة. ماكجرو هيل.

الأهمية: كتاب مبادئ الاقتصاد، مؤثر ومتعدد المستويات، وأحد الكتب الأكثر مبيعًا، ساهم في نشر التوليف الكلاسيكي الجديد بين الاقتصاد الكينزي والاقتصاد الكلاسيكي الجديد.

## الاقتصاد الجزئي

### القيمة ورأس المال
- جون ر. هيكس
- أكسفورد، مطبعة كلارندون، 1939، 1946، الطبعة الثانية.

الوصف: انظر الأهمية.
الأهمية: يعتمد الكتاب على مفهوم المنفعة الترتيبية، ويدمج التمييز القياسي الحالي بين تأثير الاستبدال وتأثير الدخل للفرد في نظرية الطلب في حالة وجود سلعتين. كما عمم التحليل ليشمل حالة سلعة واحدة مقابل جميع السلع الأخرى، أي السلعة المركبة. جمع بين الأفراد والشركات من خلال آليات العرض والطلب في الاقتصاد. كما توقع مشكلة التجميع، التي كانت أكثر حدة بالنسبة لمخزون السلع الرأسمالية. قدم نظرية التوازن العام لجمهور الناطقين باللغة الإنجليزية، وصقل النظرية، وحاول لأول مرة تقديم بيان صارم لشروط الاستقرار في التوازن العام

## الاقتصاد الكلي
من بين أهم قوائم المنشورات في الاقتصاد الكلي:
النظرية العامة للتشغيل والفائدة والنقد
- جون ماينارد كينز ، النظرية العامة للتشغيل والفائدة والنقد ، 1936

الوصف: في هذا الكتاب، قدم كينز نظرية تستند إلى مفهوم الطلب الكلي لتفسير التغيرات في المستوى العام للنشاط الاقتصادي، كما لوحظت خلال الكساد العظيم. يُعرَّف الدخل الإجمالي في المجتمع بمجموع الاستهلاك والاستثمار؛ وفي حالة وجود بطالة وعدم استغلال كامل القدرة الإنتاجية، لا يمكن زيادة العمالة والدخل الإجمالي إلا من خلال زيادة الإنفاق على الاستهلاك أو الاستثمار أولاً.
الأهمية: منشئ الموضوع، التأثير

### تاريخ السياسة النقدية للولايات المتحدة
- ميلتون فريدمان وآنا شوارتز ، التاريخ النقدي للولايات المتحدة ، 1963

الوصف: استخدم فريدمان وشوارتز التغيرات في المجاميع النقدية لتفسير تقلبات دورة الأعمال في اقتصاد الولايات المتحدة.
الأهمية: التأثير

## نظرية اللعبة Game Theory

### نظرية الألعاب والسلوك الاقتصادي
- جون فون نيومان وأوسكار مورجنسترن
- مطبعة جامعة برينستون، 1944

الوصف: كتاب ألّفه عالم الرياضيات جون فون نيومان والاقتصادي أوسكار مورغنسترن، يتضمّن نظرية رياضية للتنظيم الاقتصادي والاجتماعي، تقوم على أساس نظرية الألعاب الاستراتيجية.
ويُعدّ هذا العمل اليوم من الكلاسيكيات التي أسست لنظرية الألعاب الحديثة. ومنذ صدوره، استُخدمت نظرية الألعاب على نطاق واسع لتحليل ظواهر واقعية متعددة، بدءًا من سباقات التسلّح، مرورًا بالاختيارات السياسية المثلى للمرشحين الرئاسيين، ووصولًا إلى سياسات التطعيم ومفاوضات رواتب لاعبي دوري البيسبول. وقد ترسّخ استخدام هذه النظرية اليوم في العلوم الاجتماعية، كما امتد تأثيرها إلى طيف واسع من التخصصات العلمية الأخرى.
الأهمية: منشئ الموضوع، الاختراق، التأثير

## الاقتصاد الرياضي

### أساسيات التحليل الاقتصادي
- بول أ. سامويلسون
- مطبعة جامعة هارفارد (1947، الطبعة الموسعة 1983)

يبيّن هذا الكتاب كيف يمكن صياغة النظريات ذات المعنى التطبيقي باستخدام عدد محدود من الأدوات المنهجية المشتركة، مقدّمًا بذلك "نظرية عامة للنظريات الاقتصادية". وقد أخرج المؤلف الرياضيات من الهوامش والملاحق — كما كان الحال في كتاب جون ر. هيكس "القيمة ورأس المال" — وساهم في إحداث تحوّل في أسلوب التحليل الاقتصادي القياسي، إذ أصبح يُطبّق على طيف واسع من المواضيع باستخدام منهج رياضي موحّد
الأهمية والتأثير: التغيير المتسارع في الأساليب القياسية

## الاقتصاد القياسي

### إطار عمل جديد لاختبار العقلانية وقياس الصدمات الكلية باستخدام بيانات اللوحة (Panel Data)
- ديفيز، أ. ولاهيري، ك.
- مجلة القياس الاقتصادي 68: 205-227، 1995.

الوصف: تطوير إطار عمل المرافق الذي يوضح أنه يمكن الوصول إلى الحد الأمثل باستخدام محفظة الاستثمارات. في الواقع، هذا هو أول دليل حقيقي على أنه لا ينبغي وضع كل البيض في سلة واحدة.
الأهمية: مقدمة لمعظم أعمال نظرية المحفظة الحديثة في التمويل.

### التكامل المشترك وتصحيح الخطأ: التمثيل والتقدير والاختبار
- جرينجر ، كلايف ويليام جيمس وإنجل ، آر إف
- إيكونومتريكا، 55(2) ، مارس، ص 251-276، 1987.

الوصف: تطوير نموذج تسعير الأصول الرأسمالية المستخدم لتحديد الأسعار المناسبة للأصول.
الأهمية: المقدمة

### دليل الاقتصاد القياسي
- جريليكيس، زفي وانتريجيلاتور، إم دي (المحررون)
- دليل الاقتصاد القياسسي، خمسة مجلدات (أمستردام: شمال هولندا)، 1984.

الوصف: لقد طور نموذج بلاك-شولز لتحديد سعر الخيارات، وخاصة خيارات الأسهم. لقد أصبح استخدام صيغة بلاك-شولز منتشراً على نطاق واسع في الأسواق المالية ، وتم توسيعها من خلال العديد من التحسينات.
الأهمية:

### تحليل بيانات اللوحة
- هسياو، سي.
- دراسة جمعية الاقتصاد القياسي، 1986.

الوصف: أول كتاب مدرسي في اقتصاديات التنمية الحديثة
الأهمية: المقدمة

### توزيع مقدّري السلاسل الزمنية ذاتية الارتباط ذات الجذر الأحادي
- ديكي، دي إيه وفولر، دبليو إيه
- مجلة الجمعية الإحصائية الأمريكية 74: 427-431، 1979.

الوصف:
الأهمية: المقدمة

### الخطأ المعياري للانحدار
- ديدري ماكلوسكي وستيفن تي زيلياك [3]
- مجلة الأدب الاقتصادي 34: 97-114، 1996.

الوصف: يركز على الفرق بين الدلالة الإحصائية والدلالة الاقتصادية، ويُظهر أن الفهم ليس واضحًا في مراجعة للأبحاث المنشورة في مجلة The American Economic Review.
الأهمية:

### تقييم السياسات: نقد
- لوكاس ، روبرت إي. جونيور
- في برونر، ك. وميلتزر، أتش (المحرران) منحنى فيليبس وأسواق العمل، مجلة الاقتصاد النقدي (الملحق)، 1(xx)، xx، ص.19–46، 1976.

الوصف: كتاب مدرسي يستخدم على نطاق واسع.
الأهمية: يعتبر بشكل عام عملاً أساسياً ذا أهمية دائمة؛ وهو مفتاح تأسيس اقتصاديات الصحة كمجال للدراسة.

## اقتصاديات العمل

### رأس المال البشري: تحليل نظري وتجريبي، مع إشارة خاصة إلى التعليم
- غاري س. بيكر
- شيكاغو (إلينوي)، مطبعة جامعة شيكاغو، 1964.

الوصف: دراسة موسعة حول الشمولية النظرية والأهمية التجريبية للتعليم في عملية الإنتاج.
الأهمية: دراسة كلاسيكية تبيّن كيف أن الاستثمار في تعليم الفرد وتدريبه يشبه الاستثمارات التجارية.

### التعليم والخبرة والأرباح
- يعقوب مينسر
- السلوك البشري والمؤسسات الاجتماعية رقم 2، إريك، 1974.

الوصف: تحقيق تجريبي لعوائد سوق العمل على التعليم.
الأهمية: نشر البحث التجريبي في ذلك الفرع الفرعي من الاقتصاد، وابتكار ما يُعرف بمعادلة "مينسر".

## الاقتصاد السلوكي

### التطورات الحديثة في الاقتصاد السلوكي
- كاميرر ، سي، ولوينشتاين ، جي، وم. رابين .
- برينستون (نيوجيرسي)، مطبعة جامعة برينستون، 2003

الوصف: كتاب مدرسي يستخدم على نطاق واسع.
مرجع شامل في مجلد واحد حول هذا المجال
الأهمية: المقدمة

### الحُكم في ظل عدم اليقين: الاستدلالات والتحيّزات
- تفيرسكي ، أ.، ود. كاهنمان .
- العلوم 185: 1124-31، 1974

الوصف: يدرس هذا الكتاب السنوات الثلاثين الماضية من اقتصاديات التنمية من خلال تقارير التنمية العالمية الصادرة عن البنك الدولي.
الأهمية: المقدمة.

### نظرية الاحتمالات: تحليل القرار في ظل المخاطر
- كانيمان ، د.، وأ. تفيرسكي.
- إيكونومتريكا 47: 263-291، 1979.

الوصف: في هذه المقالة، تُقدَّم نظرية الاحتمالات، وهي نظرية وصفية للخيارات تحت حالة عدم اليقين، حيث تجمع بين أفكار من علم النفس (مثل التأطير وتوزيع الاحتمالات) والاقتصاد (النفع المتوقع).
الأهمية: منشئ الموضوع، الاختراق، التأثير

### السلوك غير العقلاني والنظرية الاقتصادية
- بيكر ، ج. [4]
- مجلة الاقتصاد السياسي 70: 1-13، 1962.

الوصف: في هذه الورقة، يوضح بيكر أن منحنيات الطلب في الاقتصاد النيوكلاسيكي تنبع ببساطة من حقيقة أن التغيرات في الأسعار المعوضة للسلع المتاحة للمستهلكين ذوي الميزانيات الثابتة تسبب تحولات مقابلة في مجموعات فرص الاستهلاك لهؤلاء المستهلكين، وبالتالي لا تتطلب أي فرضيات حول عقلانية المشاركين في السوق لتبرير استخدامها.
الأهمية: ربما يدحض أي تبعات لتحليل السياسات الاقتصادية أو تحليلات السوق على مستوى الاقتصاد الكلي في مجال الاقتصاد السلوكي.

## الاقتصاد التجريبي

### الاقتصاد التجريبي: إعادة النظر في القواعد
- نيكولاس باردسلي، روبن كوبيت، جراهام لومز ، بيتر موفات، كريس ستارمر وروبرت سوجدن
- برينستون (نيوجيرسي)، مطبعة جامعة برينستون، 2005.

الوصف: مسح منهجي ومنظم أولي للأساليب الاقتصادية، مع تركيز على المنهجية.
الأهمية: تعزيز المجال والقضايا المنهجية.

### نظرية الألعاب السلوكية
- كاميرار، سي اف
- برينستون (نيوجيرسي)، مطبعة جامعة برينستون، 2003.

وصف: دليل للطلاب المتقدمين في الاقتصاد التجريبي والاقتصاد السلوكي.
الأهمية: المقدمة

### دليل الاقتصاد التجريبي
- كاجل، جيه إتش وروث، إيه إي (المحرران)
- برينستون (نيوجيرسي)، مطبعة جامعة برينستون، 1995.

الوصف: [وفقًا لِمَن؟] دليل الاقتصاد التجريبي.
الأهمية: الاختراق والتأثير

## التمويل

### نظرية المحفظة
- هاري ماركويتز
- "اختيار المحفظة"، مجلة المالية، 7 (1)، 1952، 77-91.

الوصف: تطوير إطار المنفعة الذي يوضح أنه يمكن الوصول إلى الأمثل باستخدام محفظة استثمارات. في الواقع، هذا هو الإثبات الحقيقي الأول لمقولة "لا تضع كل بيضك في سلة واحدة".
الأهمية: مقدمة لمعظم الأعمال في نظرية المحفظة الحديثة في مجال التمويل.

### نموذج تسعير الأصول الرأسمالية
- وليام ف. شارب
- "أسعار الأصول الرأسمالية: نظرية توازن السوق في ظل ظروف المخاطرة"، مجلة المالية، 19 (3) ، 1964، 425-442

الوصف: تطوير نموذج تسعير الأصول الرأسمالية المستخدم لتحديد الأسعار المناسبة للأصول.
الأهمية: منشئ الموضوع، التأثير

### تسعير الخيارات والتزامات الشركات
- فيشر بلاك وميرون سكولز
- "تسعير الخيارات والتزامات الشركات" مجلة الاقتصاد السياسي 81 ، 1973، 637-654.

الوصف: لقد طور نموذج بلاك-شولز لتحديد سعر الخيارات، وخاصة خيارات الأسهم. لقد أصبح استخدام صيغة بلاك-شولز منتشراً على نطاق واسع في الأسواق المالية ، وقد تم توسيعها وتحسينها عبر العديد من التعديلات.
الأهمية: اختراق، تأثير (خاصة على ماركس)، توسيع الأسس العلمية للاقتصاد

## الاقتصاد البيئي
قانون الانتروبيا والعملية الاقتصادية (1971، مطبعة جامعة هارفارد) بقلم نيكولاس جورجيسكو-رويجن.
اقتصاد الحالة المستقرة (الطبعة الثانية، 1991، دار نشر آيلاند) بقلم هيرمان دالي
الرأسمالية الطبيعية، بول هوكين
الصغير جميل، إي إف شوماخر

## نظرية المستهلك
الاقتصاد وسلوك المستهلك ، ديتون ومويلباور، كامبريدج.

## التنظيم الصناعي

### نظرية التنظيم الصناعي
- تيرول، جان

الوصف: كان بيغو أحد أكثر علماء الاقتصاد تأثيرًا الذين تعاملوا مع اقتصاديات الرفاهية . لقد طور فكرة ضريبة بيغوفيان .
الأهمية: منشئ الموضوع، الاختراق، التأثير، المقدمة

### التكاليف الغارقة وهيكل الصناعة
- ساتون

الوصف: يستكشف "الاختلافات المحددة بين الرعاية الطبية وموضوع الاقتصاد المعياري"، مما يدل على أن مراعاة عدم اليقين تشكل مفتاح فهم الأسواق في مجال الرعاية الصحية.
الأهمية: رفع مستوى الحذر ضد "اقتصاد النجمة" في القياس الاقتصادي إلى مستوى آخر. انظر نقد ماكلوسكي .

## الاقتصاد الإداري
- PNG، إيفان (2002)، الاقتصاد الإداري ، الطبعة الثانية، مالدين، ماساتشوستس: بلاكويل.
- PNG، إيفان (2005) ، الاقتصاد الإداري ، طبعة آسيا والمحيط الهادئ، سنغافورة: بيرسون للتعليم آسيا.

## اقتصاديات التنمية
- نظرية النمو الاقتصادي (1955) آرثر لويس

الوصف: أول كتاب مدرسي في اقتصاديات التنمية الحديثة
الأهمية: المقدمة
- الاقتصاد الجزئي للتنمية (1999) براناب باردان وكريستوفر أودري ، أكسفورد

الوصف: كتاب مدرسي يستخدم على نطاق واسع.
الأهمية: المقدمة
- الاقتصاد الكلي للتنمية – بيير ريتشارد أجينور وبيتر ج. مونتيل.

الوصف: كتاب مدرسي يستخدم على نطاق واسع.
الأهمية: المقدمة
- اقتصاديات التنمية عبر العقود: نظرة نقدية على ثلاثين عاماً من تقرير التنمية العالمية (2009) – شهيد يوسف.

الوصف: تُحلِّل تطور علم اقتصاد التنمية خلال الثلاثين عامًا الماضية، من خلال تقارير التنمية العالمية الصادرة عن البنك الدولي.
- نهاية الفقر: الإمكانيات الاقتصادية لعصرنا (2005) جيفري ساكس

## اقتصاديات الرفاهية

### كتاب اقتصاديات الرفاهية
- آرثر سيسيل بيغو
- اقتصادات الرفاهية، الطبعة الرابعة 1932

الوصف: كان بيغو أحد أكثر علماء الاقتصاد تأثيرًا الذين تعاملوا مع اقتصاديات الرفاهية. لقد طور فكرة ضريبة بيغوفيان.
الأهمية: منشئ الموضوع، اختراق

### الاختيار الجماعي والرفاهية الاجتماعية
- أمارتيا سين
- الاختيار الجماعي والرفاهية الاجتماعية ، 1970

الوصف: أثار اهتمامًا متجددًا بقضايا الرعاية الاجتماعية الأساسية، والتي ورد ذكرها في شهادة سين لجائزة نوبل
الأهمية: التأثير

## اقتصاديات الصحة

### عدم اليقين واقتصاد الرعاية الصحية
- كينيث أرو
- المراجعة الاقتصادية الأمريكية 53(5): 941-973، 1963

الوصف: يستكشف "الخصوصية المميزة للرعاية الصحية كموضوع للاقتصاد النمطي"، موضحًا أن أخذ عدم اليقين بعين الاعتبار هو المفتاح لفهم الأسواق في مجال الرعاية الصحية.
الأهمية: يعتبر بشكل عام عملاً أساسياً ذا أهمية دائمة؛ وهو أساسي في تأسيس اقتصاديات الصحة كمجال دراسي.

### اقتصاديات الصحة والرعاية الصحية
- فولاند س.، جودمان ايه سي. وستانو م.
- (الطبعة الرابعة). نيوجيرسي: برنتيس هول، 2001.

الوصف: الكتاب القياسي للاقتصاد الصحي في معظم الجامعات الرائدة. ويفترض وجود بعض المعرفة الأساسية في الاقتصاد.
الأهمية: المقدمة.

### دليل الاقتصاد التجريبي
- كولير أيه جيه. ونيوهاوس JP. (المحررون) المجلدان 1أ و1ب. إلسفير: أمستردام، 2000.
- كولير أيه جيه. ، ماكجواير تي جي. وباروس PP. (المحررون) المجلد 2. إلسفير: أمستردام، 2011.

الوصف: أكثر مجموعة شاملة متاحة من المقالات حول اقتصاديات الصحة المعاصرة. سيقدّر القراء المتقدمون دقتها الرياضية. أما الباحثون أو طلبة الدراسات العليا الباحثون عن مواضيع بحثية أو أطروحات، فسيجدون في هذا العمل المكون من مجلدين مصدرًا لا يقدَّر بثمن.

## الاقتصاد المؤسسي
المقال الرئيسي: اقتصاد مؤسسي
- — (1978) [1904]. The Theory of Business Enterprise. New Brunswick, New Jersey: Transaction Books. ISBN:0-87855-699-0.[5]
- Berle، Adolf A.؛ Means، Gardiner C. (1991) [1932]. The Modern Corporation and Private Property (book)|The modern corporation and private property. With a new introduction by Murray L. Weidenbaum and Mark Jensen (ط. 4th print). New Brunswick, N.J.: Transaction Publishers. ISBN:978-0-88738-887-3.
- Galbraith، John Kenneth (1998) [1958]. The Affluent Society (ط. 40th anniversary). Boston, Mass: A Mariner Book. ISBN:978-0-395-92500-3.
- Galbraith، John Kenneth (2007) [1967]. The New Industrial State. With a new foreword by James K. Galbraith (ط. 1st Princeton). Princeton, NJ: Princeton Univ. Press. ISBN:978-0-691-13141-2.

## القانون والاقتصاد
المقال الرئيسي: القانون والاقتصاد
بوسنر، ريتشارد أ. "التحليل الاقتصادي للقانون". (1973)

## روابط خارجية
- سلسلة أوراق عمل UTS
- بعض المقالات في الاقتصاد